# بلیک اندرسون
بلیک اندرسون (انگلیسی: Blake Anderson؛ زادهٔ ۲ مارس ۱۹۸۴) یک کمدین، تهیه‌کننده، و فیلم‌نامه‌نویس اهل ایالات متحده آمریکا است. وی از سال ۲۰۰۶ میلادی تاکنون مشغول فعالیت بوده‌است.